# ستنيسو كار
ستنيسو كار (بالبولندية: Stanisław Car)‏ (و. 1882 – 1938 م) هو سياسي، ومحامي، وقاضي بولندي، ولد في وارسو، توفي في وارسو، عن عمر يناهز 56 عاماً.

## مناصب
تولى منصب مشير السيم ‏
.

## التعليم
تعلم في جامعة أوديسا
.

## جوائز
حصل على جوائز منها:
- نيشان فرسان العقاب الأبيض
- صليب الشجاعة البولندي [الإنجليزية]‏